# Heaton-with-Oxcliffe
 (avril 2023).
Heaton-with-Oxcliffe est une paroisse civile du Lancashire, en Angleterre.